# (2512) Tavastia
(2512) Tavastia ist ein Asteroid des Hauptgürtels, der am 3. April 1940 von dem finnischen Astronomen Yrjö Väisälä in Turku entdeckt wurde.
Der Asteroid wurde nach der finnischen Region Tawastland benannt.